# 頓涅茨克地鐵
顿涅茨克地铁（羅馬化：Donetskyi metropoliten）是烏克蘭東部城市頓涅茨克的一个地鐵建设项目。項目于1992年开工建设，2011年停工。完成后將成爲乌克兰继基辅、哈尔科夫、聶伯城和克里维里赫之后的第五個地鐵系統。

## 历史
1980年代，顿涅茨克市达到百万人口大关，使得它可以建造自己的地铁系统，该系统的设计遵循苏联的通常布局。1984年，顿涅茨克地铁系统的第一个计划向公众展示，但建设并没有立即开始。
直到乌克兰获得独立后，内阁才于1991年12月30日颁布法令，在顿涅茨克建造新的地铁系统。第一次勘察工作于1992年開始，同年开工建设，预计于2002年竣工。
1995年，由于顿涅茨克市财政状况不佳，竣工日期推迟到2005年。1997年9月5日，乌克兰总理瓦列里·普斯托沃伊堅科下令，该系统的第一条线路应在8年（2005年）后向公众开放。2000年，六个地铁站中的四个开始了第一次工程。然而，顿涅茨克的财政状况并没有好转。2003年6月，财务问题影响了地铁工人的工资——在工作7个月后已经无法支付更多工资。到那时将近3亿乌克兰格里夫纳（當時匯率约4800万欧元）已用于该项目。
2004年，乌克兰政府保证在2010年之前完成地铁。但是到了2007年，由于建设工作的缓慢步伐，这似乎过于乐观。然而，后来有消息称，顿涅茨克将成为2012年欧洲足球锦标赛的主办城市之一，尽管当时分配的预算显然不足，但人们对届时开通地铁的希望也有所增加。
2009年，由于该项目资金短缺过于严重，顿涅茨克地铁建筑工人组织多次罢工要求政府支付工人工资。顿涅茨克市市长Oleksandr Lukyanchenko于5月22日通知说，从未收到计划中的5亿格里夫纳（约6500万美元）用于顿涅茨克市地铁。
2011年，该市市长宣布由于资金持续不足和无法及时完成2012年欧洲杯的第一条线路，建设将无限期暂停。
2012年，乌克兰时任副总理鮑里斯·科雷斯尼科夫表示，乌克兰铁路将开始在顿涅茨克开展地面地铁项目。目标是在2014年12月之前开通顿涅茨克第一条地铁线。
2014年，由于烏克蘭東南部包括頓涅茨克發生親俄動亂，後來升級成戰爭，烏克蘭因此而失去頓涅茨克的控制權，地铁建设同時也被迫停止。由俄羅斯新成立的傀儡顿涅茨克人民共和国则成立了一个委员会处理項目的未来工程。然而，而戰亂则已经打乱顿涅茨克州基本上所有规划，該項目工程的優先次序也被排到了後面。

## 原项目

现在废弃的地铁系统方案

地鐵，第一階段长约9.6公里，共设六个车站：
- 無產階級站（烏克蘭語：Пролетарська (станція метро, Донецьк)）
- 丘馬基站（烏克蘭語：Чумаківська (станція метро)）
- 紅鎮站（烏克蘭語：Червоне містечко）
- 穆什凱蒂夫卡站（烏克蘭語：Мушкетівська (станція метро)）
- 左岸站（烏克蘭語：Ліборежна (станція метро, Донецьк)）
- 理工學院站（烏克蘭語：Політехнічний інститут (станція метро, Донецьк)）

### 一號線
一號線（紅線）無產階級-基輔線（烏克蘭語：Пролетарсько-Київська）計畫全長21 km（13 mi），共有15个站点。

### 二號線
二號線（綠線）彼得羅夫斯科-紅衛兵線（烏克蘭語：Петровсько-Червоногвардiйська），計畫全長25 km（16 mi），共17座車站。

### 三號線
三號線（藍線）礦工-馬基伊夫卡（烏克蘭語：Гірняцько-Макіївська лінія）計畫全長20 km（12 mi），共設置15座車站。